# Thelotrema diplotrema
Thelotrema diplotrema är en lavart som beskrevs av Nyl. Thelotrema diplotrema ingår i släktet Thelotrema och familjen Graphidaceae.   Inga underarter finns listade i Catalogue of Life.